# Sonsbeek (kunsttentoonstelling)
Sonsbeek, opgericht in 1949, is een tentoonstelling voor hedendaagse kunst (quadriennale) die plaatsvindt in Park Sonsbeek in het Nederlandse Arnhem. Sonsbeek werd geïnitieerd in een poging de zware schade te herstellen die de stad tijdens de Tweede Wereldoorlog, en dan met name in de Slag om Arnhem, had geleden.

## Historie
Geïnspireerd door de openluchttentoonstelling in Battersea Park, Londen, richtte de Arnhemse wethouder en vicevoorzitter van de V.V.V. H.M.A. Klompé in 1948 "Sonsbeek" op. Tijdens Sonsbeek '49 werd hedendaagse kunst gepresenteerd tegen de achtergrond van de weelderige natuur van het park Sonsbeek, om op deze wijze een geestelijk middel te bieden voor de getraumatiseerde inwoners van Arnhem. Sonsbeek '49 overtrof alle verwachtingen: 125.000 mensen bezochten het park en een triënnale werd gestart.
Vanaf deze eerste editie in 1949 heeft Sonsbeek bijgedragen aan een nieuwe visie op internationale hedendaagse kunst. Als een van de eerste internationale kunstprojecten na de Biënnale van Venetië (1895), de Whitney Biënnale (1932) en voorafgaand aan de documenta (1955) heeft Sonsbeek internationaal naam gekregen als baanbrekende tentoonstelling voor kunst in de openbare ruimte. Na "Sonsbeek 1949" volgden tentoonstellingen om de drie jaar totdat in 1961 een einde kwam aan deze triënnale. De eerste vijf edities gaven een beeld van de Europese of internationale beeldhouwkunst. De werken werden geselecteerd door een jury, benoemd door de Nederlandse Kring van Beeldhouwers; later, in 1966, nam een werkcomité de rol van de jury over.
Vanaf 1971 veranderde het karakter van de Sonsbeektentoonstellingen: in de tentoonstellingen en manifestaties werd voortaan de hedendaagse kunst getoond.

## Overzicht edities
| Editie | Jaar | Artistieke leiders                                      | Informatie |
| ------ | ---- | ------------------------------------------------------- | --- |
| 12e    | 2021 | Bonaventure Soh Bejeng Ndikung                          | SONSBEEK20: 24 force times distance" |
| 11e    | 2016 | ruangrupa                                               | SONSBEEK '16: transACTION |
| 10e    | 2008 | Anna Tilroe                                             | Grandeur |
| 9e     | 2001 | Jan Hoet                                                | LocusFocus, Focus op Locatie. Arnhem is in drie biotopen verdeeld: het park, het centrum van Arnhem met de Eusebiuskerk als tentoonstellingslocatie en winkelcentrum Kronenburg.                                                                                       |
| 8e     | 1993 | Valerie Smith                                           | Arnhem in drie ringen: het park Sonsbeek als recreatiemilieu, de stad Arnhem als stedelijk milieu en de polder Meinerswijk aan de rand van de stad als landschappelijk milieu.                                                                                         |
| 7e     | 1986 | Saskia Bos                                              | Internationale beeldententoonstelling Arnhem. Thema: De huid van de kunst |
| 6e     | 1971 | Wim Beeren                                              | Sonsbeek Buiten de Perken; manifestatie verspreid over heel Nederland (land art, video, film, sculpturen en diverse andere projecten) Thema: ruimtelijke relaties. Het communicatieve centrum was in park Sonsbeek waar zich een videostudio en discussiehal bevonden. |
| 5e     | 1966 | werkcomité                                              | Internationale Beeldententoonstelling in de open lucht |
| 4e     | 1958 | Jury benoemd door de Nederlandse Kring van Beeldhouwers | Internationale Beeldententoonstelling in de open lucht |
| 3e     | 1955 | Jury benoemd door de Nederlandse Kring van Beeldhouwers | Internationale Beeldententoonstelling in de open lucht |
| 2e     | 1952 | Jury benoemd door de Nederlandse Kring van Beeldhouwers | Internationale Tentoonstelling Beeldhouwkunst |
| 1e     | 1949 | Jury benoemd door de Nederlandse Kring van Beeldhouwers | De eerste tentoonstelling toonde Europese beeldhouwkunst in de open lucht. |

## Edities 1949-2021

### 1949
De eerste tentoonstelling toonde Europese beeldhouwkunst in Park Sonsbeek in de open lucht met 200 werken van kunstenaars uit Noord- en West-Europa. Door de vele oorlogsmonumenten kan deze eerste editie gelezen worden als een lofzang op de herwonnen vrijheid. Inspiratiebron voor de expositie was een beeldententoonstelling die een jaar daarvoor in het Battersea Park in Londen was gehouden. In Sonsbeek werden vooral sculpturen van Europese beeldhouwers vanaf ongeveer 1900 getoond. De tentoonstellingen die volgden in 1952, 1955 en 1958 hadden in grote lijnen hetzelfde karakter. 125.000 bezoekers

### 1952

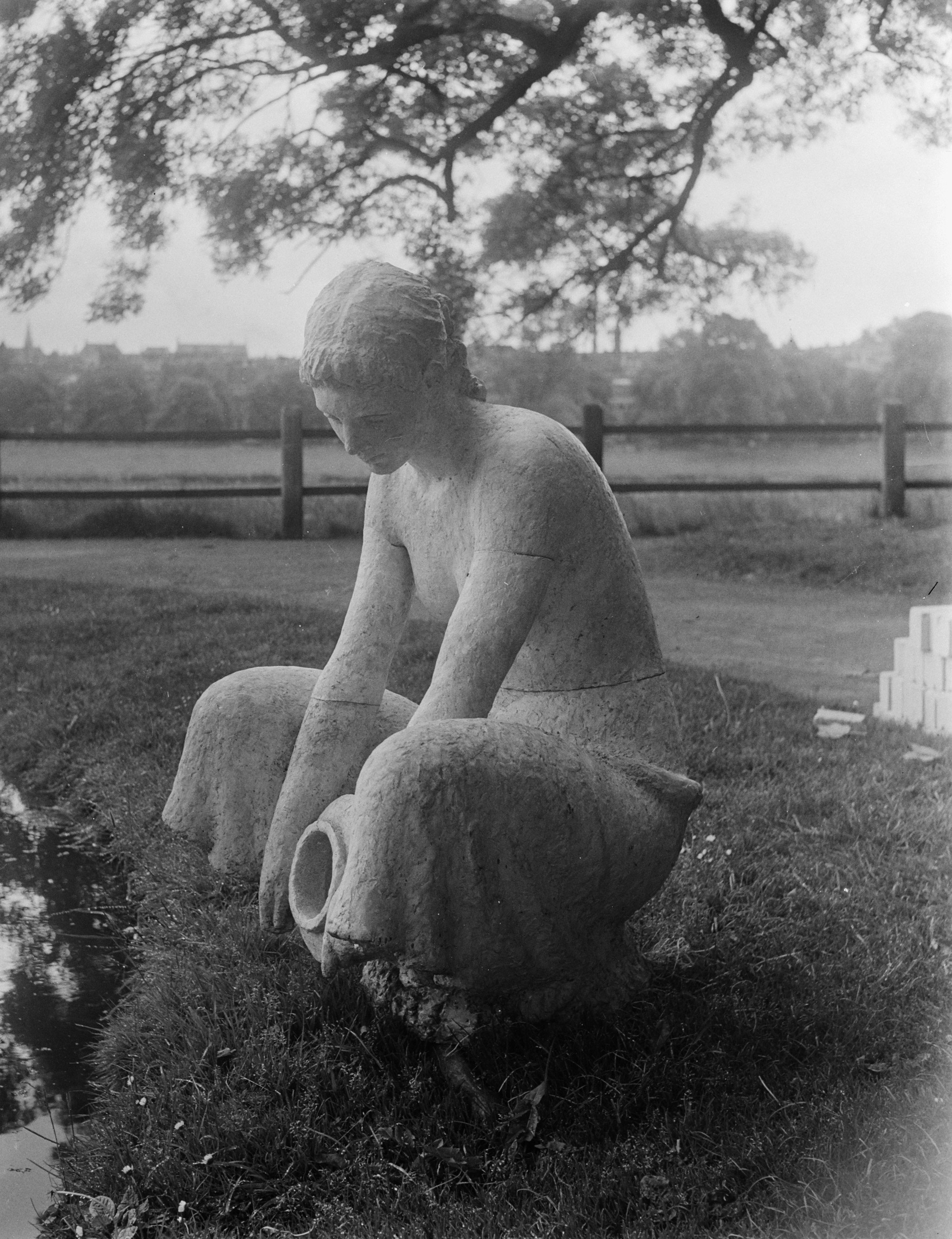
Hurkende vrouw met kruik van Gerrit Bolhuis

In tegenstelling tot de eerste Sonsbeek, waarbij driekwart van de beelden afkomstig was van Nederlandse kunstenaars, besteedt Sonsbeek ‘52 meer aandacht aan het werk van de Franse meesters Auguste Rodin, Aristide Maillol, Charles Despiau en Antoine Bourdelle. Als gevolg hiervan komt de nadruk te liggen op het neoclassicisme waardoor de hegemonie van deze beeldhouwers wordt bevestigd. Toch exposeren ook enkele contemporaine, enigszins avant-gardistische kunstenaars hun werk, zoals de Italiaanse Marino Marini (Ruiterstandbeeld) en de Fransman Jean Arp (Preadamitische tors). Hoewel hun sculpturen een traditioneel onderwerp hadden en van brons waren gemaakt, neigen ze veel meer naar abstractie. Hierdoor contrasteerde ze met de neoclassicistische sculpturen. Er was echter misschien maar één werk te zien dat voor die tijd daadwerkelijk vernieuwend genoemd mag worden: Beweegbare plastiek van de Amerikaan Alexander Calder. 110.000 bezoekers

### 1955

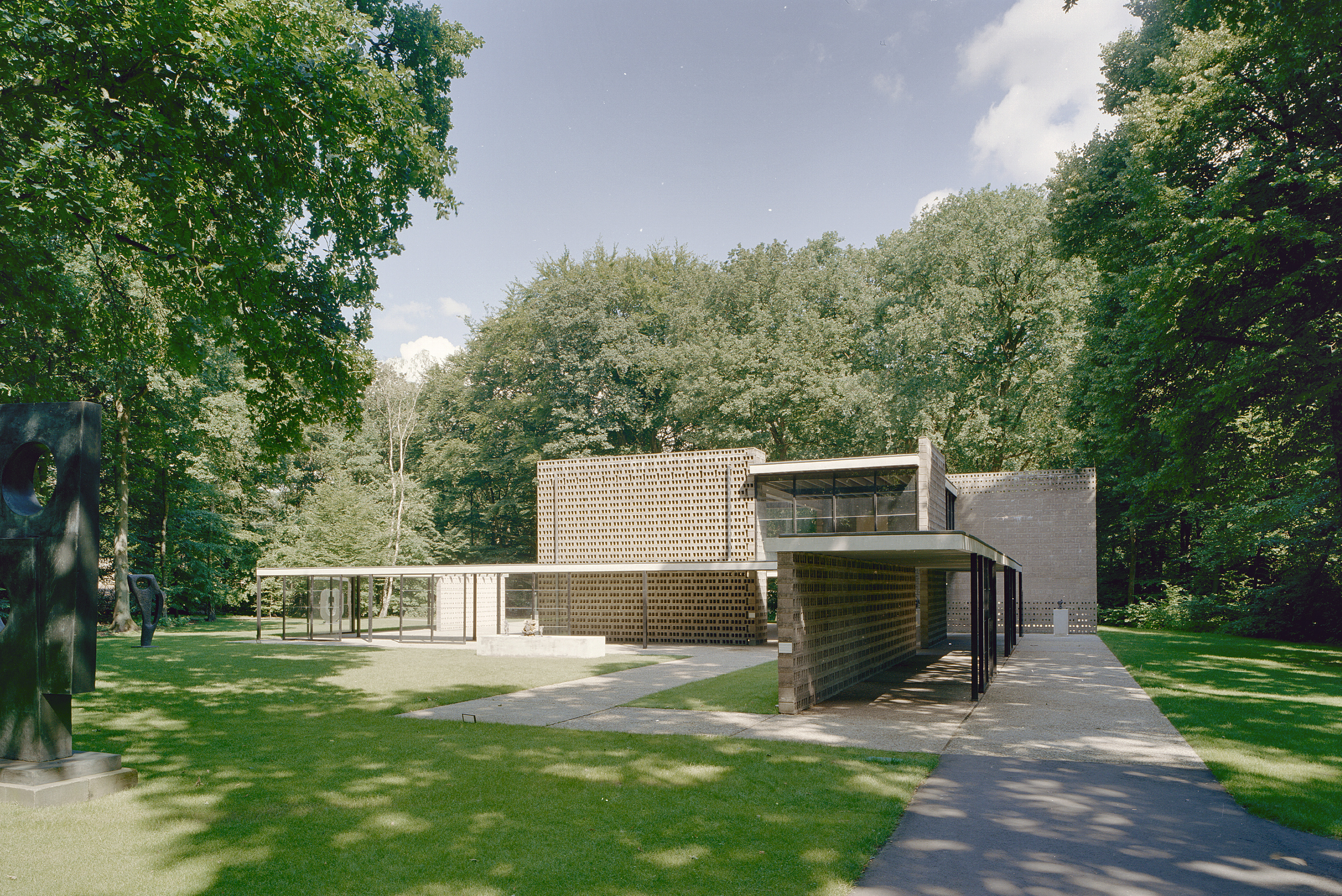
Rietveld paviljoen

Deze Internationale Beeldententoonstelling in Sonsbeek Park in de open lucht toonde een aantal ‘vernieuwers’ zoals Picasso, Giacometti, Arp en Wolkers; kunstenaars die volgens de catalogus ‘meer expressionistisch’ werkten. Desalniettemin waren ook veel bekende kunstenaars opnieuw vertegenwoordigd zoals Rodin, Maillol en Moore. Deze editie dankte haar internationale reputatie mede aan het Rietveldpaviljoen dat indruk maakt en dat later een plek kreeg in de beeldentuin van het Kröller-Müller Museum. 100.000 bezoekers

### 1958

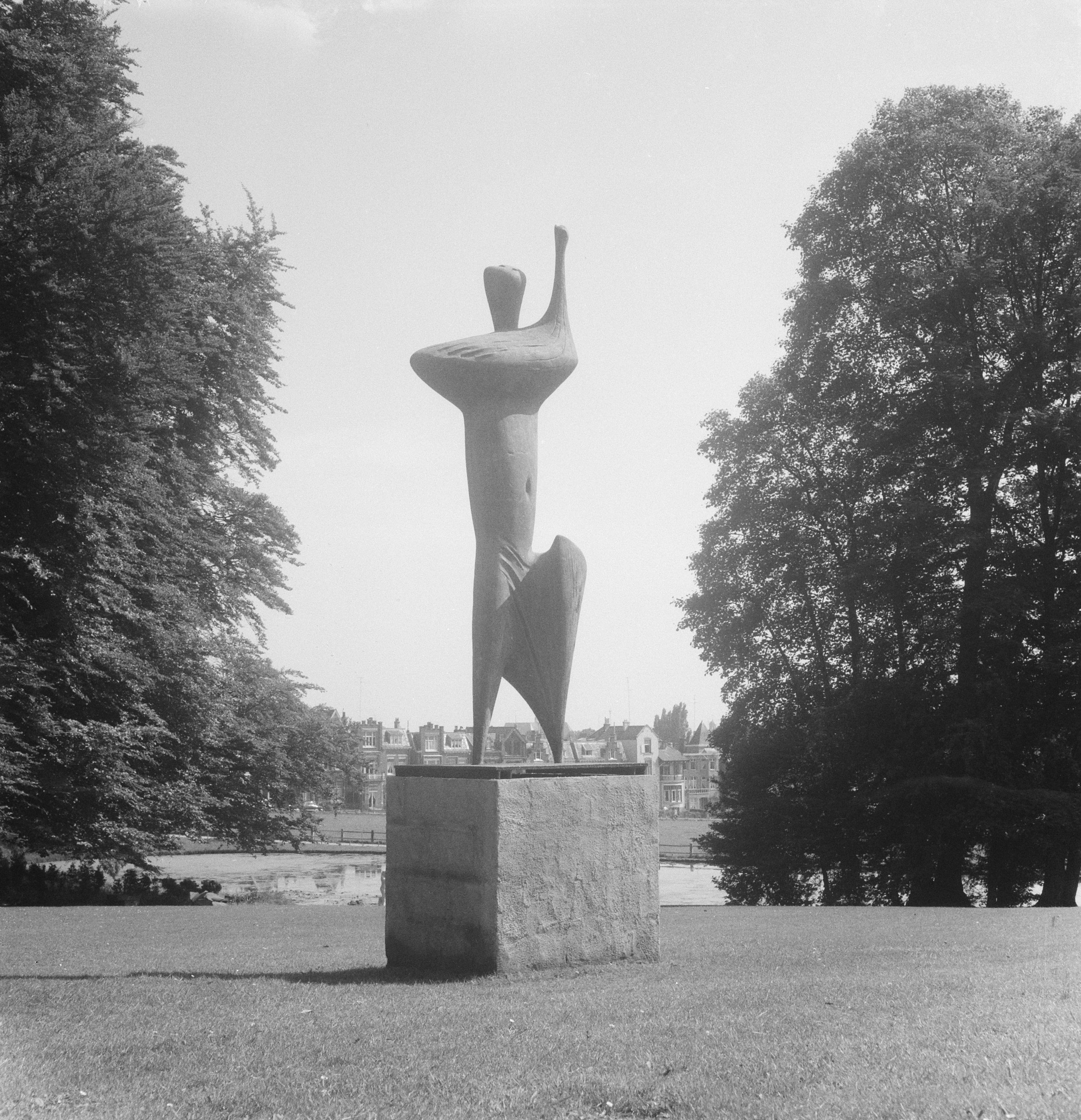

De vierde editie in Sonsbeek Park toonde zowel abstract als figuratief werk. Met kunstwerken uit tien verschillende Europese landen – in totaal maar liefst 337 werken – gaf Sonsbeek ’58 opnieuw een overzicht van de Europese beeldhouwkunst. Ook dit keer lag er een accent op de Franse beeldhouwkunst, die destijds nog altijd werd beschouwd als het beginpunt van vernieuwing. Toch is er tijdens deze editie meer aandacht voor recentere ontwikkelingen in andere Europese landen. Dankzij tachtig beelden van Italiaanse kunstenaars krijgen bezoekers bijvoorbeeld een idee van wat er hier gaande is op het gebied van de beeldhouwkunst. Vergeleken met voorgaande keren is er dit keer ook meer werk te zien van Duitse kunstenaars. Inmiddels ontstaat er wel een grotere discrepantie tussen de werken van allang overleden kunstenaars zoals Honoré Daumier (overleden in 1879) en Auguste Rodin (overleden in 1917) en vernieuwende werken van jonge kunstenaars zoals André Volten (geboren in 1925). De bezoekersaantallen vielen wat tegen, mede doordat het concept van de buitententoonstelling inmiddels op veel andere plekken navolging had gekregen. Er ontstond discussie over een gewenste meer avant-gardistische invalshoek, als ook over een lagere frequentie dan 1 maal per 3 jaar. 64.317 bezoekers

### 1966

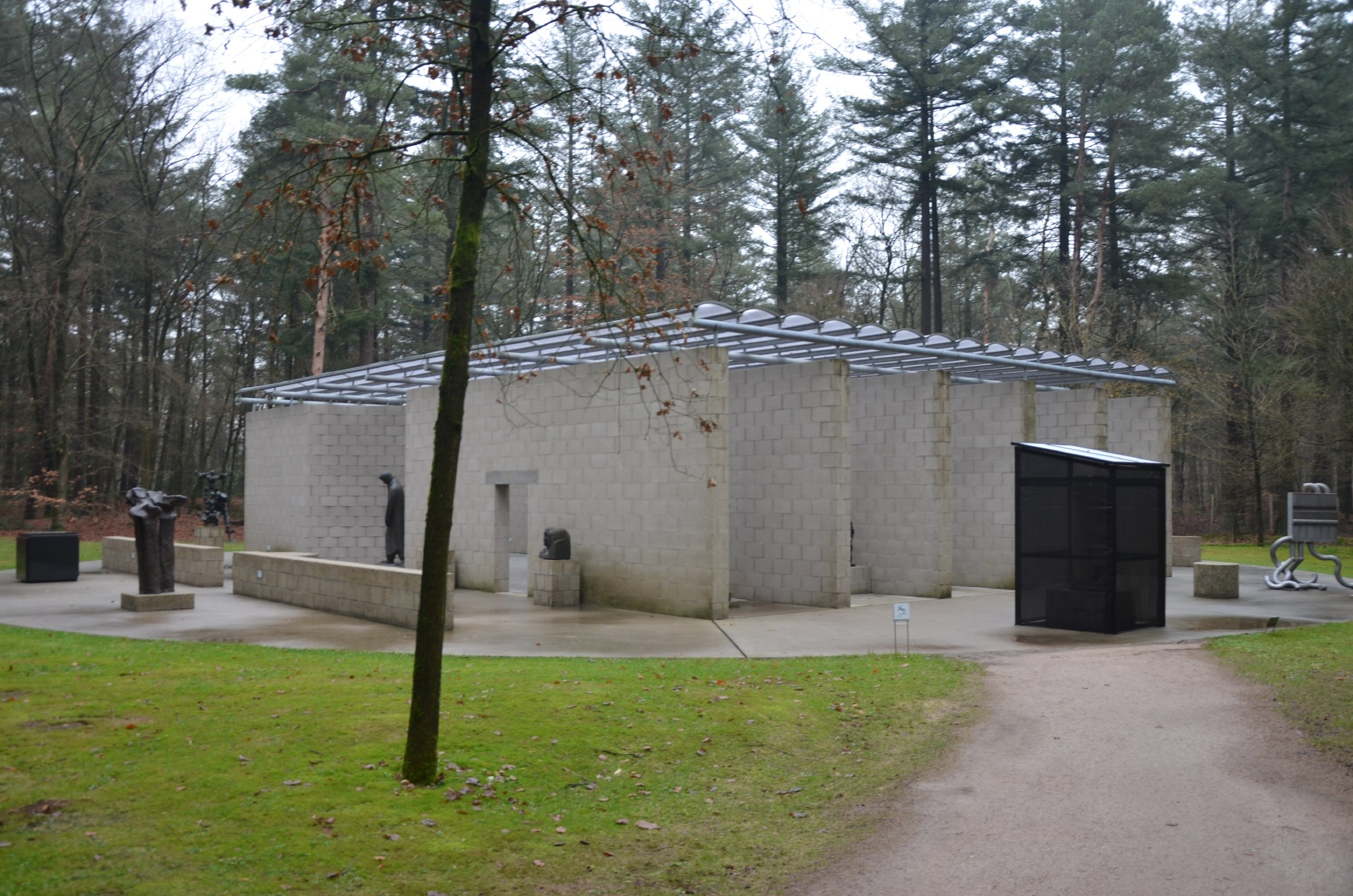
Aldo van Eyck-paviljoen

De vijfde editie in Park Sonsbeek richtte zich op de jongere generatie kunstenaars met als gevolg minder brons en steen en meer ijzer, staal, fiber- en plexiglas, plastic en aluminium. Werken waren expressief, abstract en geometrisch en stonden niet meer op sokkel maar op de grond. Voor deze Sonsbeek tentoonstelling ontwierp Aldo van Eyck een paviljoen, waar in ruim zestig moderne beelden werden tentoongesteld. Het paviljoen werd aan het eind weer afgebroken. Aldo van Eyck vond dat kunst meer bij de complexiteit van een stad hoorde dan bij de natuur. Daarom maakte hij een besloten ruimte met zes evenwijdige muren, straatjes in de stad, een stad midden in een park. De krommingen in de muren creëerden pleintjes. Hij plaatste sokkels voor de beelden en daarnaast sokkels waar mensen op konden zitten, zodat mensen en beelden elkaar in de stad konden ontmoeten. In 2006 werd herbouw gerealiseerd in het Kröller-Müller Museum. Een zogenaamd ‘Werk Comite’ maakte de selectie van kunstenaars en kunstwerken. 86.662 bezoekers

### 1971 - Wim Beeren

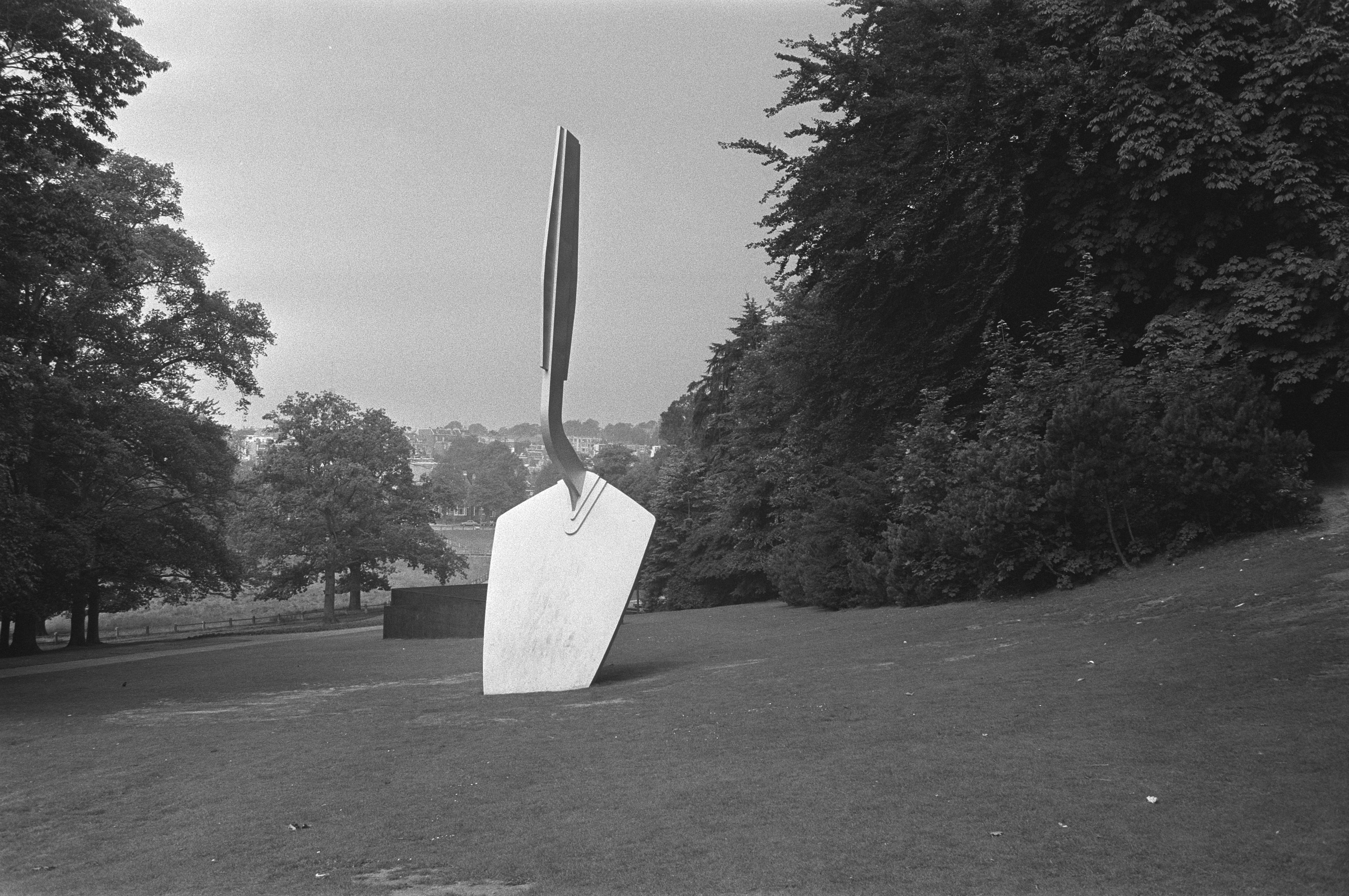

‘Sonsbeek Buiten de Perken’. Voor het eerst werd gewerkt met een thema (ruimtelijke relaties) en een curator. Met 'Sonsbeek Buiten de Perken' presenteerde Wim Beeren (1928-2000) een nieuw concept dat internationaal aandacht trok: nooit eerder waren op deze schaal de nieuwste ontwikkelingen van conceptual art, minimal art, land art en performance samengebracht. De tentoonstelling beperkte zich niet tot het park, maar was via telefoons en telexapparaten verbonden met vijftien plaatsen in Nederland waar manifestaties plaatsvonden die bij de tentoonstelling hoorden. Het communicatiecentrum was in Sonsbeek Park waar zich een videostudio en discussiehal bevonden. Door het gebruik van installaties en audiovisuele middelen, week deze expositie sterk af van de voorgaande. 
Met 17.000 bezoekers vielen de bezoekersaantallen echter tegen.

### 1986 - Saskia Bos

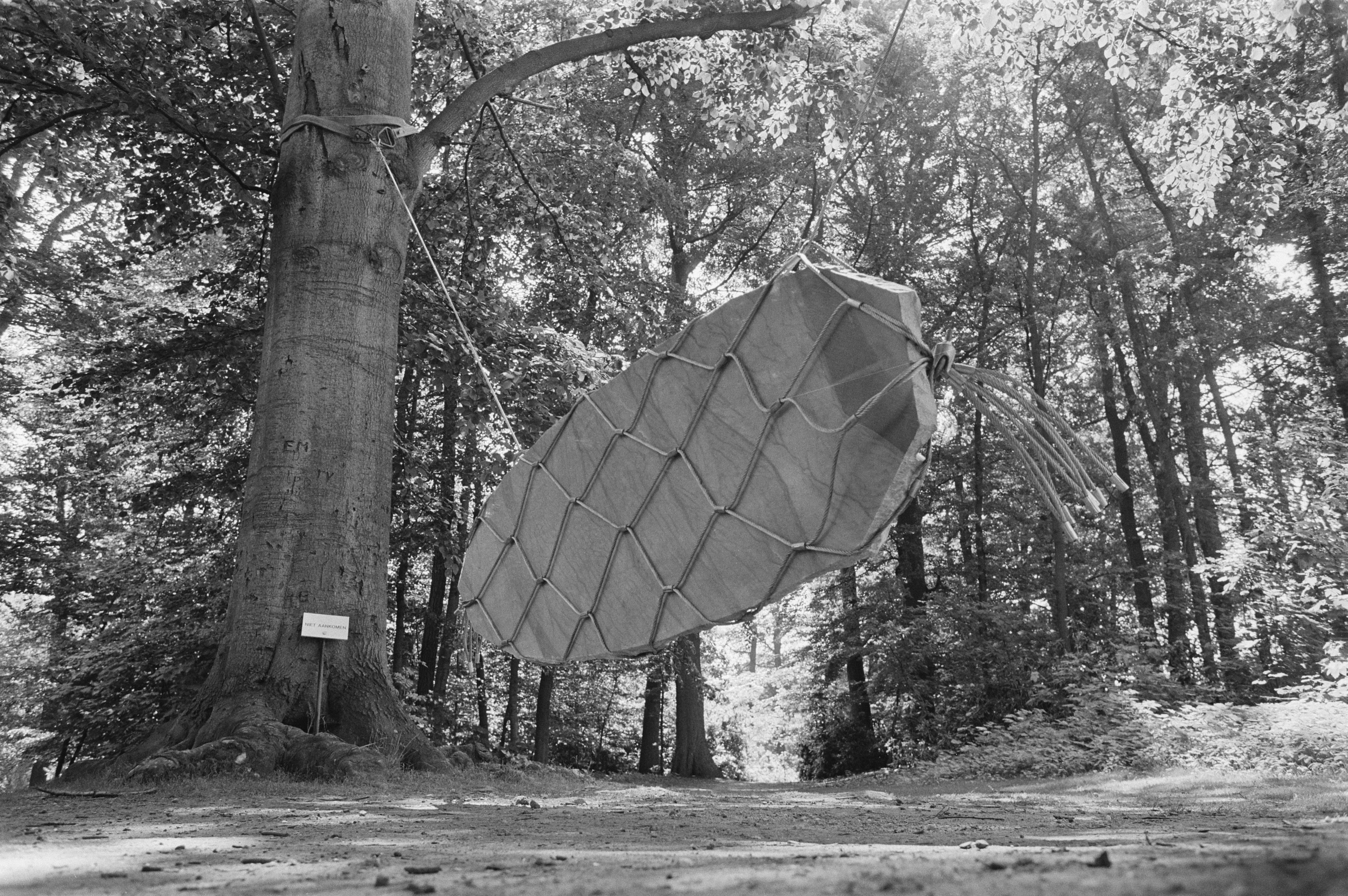

De zevende Sonsbeek liet 15 jaar op zich wachten en vond weer plaats in het Sonsbeek Park. Curator Saskia Bos reflecteerde aan de hand van begrippen als ‘huid’ en ‘huls’ op actuele ontwikkelingen binnen de kunst. Het project was als een kunsthistorisch essay in de vorm van een tentoonstelling, ondersteund met vele poëtische en literaire referenties in de bijbehorende catalogus. Speciaal voor kwetsbare werken werden in het park twee glazen paviljoens gerealiseerd waarmee Bos het kunstmatige karakter van het park wilde benadrukken (het Drijvend Sonsbeek paviljoen van de architect Wiek Röling en de Expositie paviljoens van Benthem Crouwel Architects). Het merendeel van de tentoongestelde voorwerpen stond in de open lucht, alleen de meest kwetsbare stukken waren in de paviljoens geplaatst die drie maanden in de buurt van De Witte Villa stonden, uitkijkend over de stad Arnhem. 78.000 mensen passeren de kassa in de tijdelijke paviljoens in het park.

### 1993 - Valerie Smith (USA)
Valerie Smith was de eerste niet-Nederlandse curator. Ze stelde de relatie tussen een individu en een specifieke plek centraal en nodigde 40 kunstenaars uit met wie zij als een soort co-producer nauw samenwerkte en waarbij de catalogus als een persoonlijk dagboek kan worden gelezen. Arnhem verdeelde zij in drie ringen, drie zones met elk een eigen karakter: het park Sonsbeek als recreatiemilieu, de stad Arnhem als stedelijk milieu en de uiterwaard Meinerswijk, aan de zuidelijke rand van de stad, als landschappelijk milieu. Smith zette in de stad kunstwerken neer waarvan een aantal felle discussie opriep, zoals het omstreden kunstwerk 'De Pisser' uitbeeldend een naakte man met erectie in een glazen vitrine pal voor een gereformeerde Koepelkerk. Er was kritiek op de communicatie en de slechte vindbaarheid door de versnipperdheid. Het werd financieel en locatief een fiasco met slechts 12.000 betalende bezoekers, de organisatie ging bijna failliet.

### 2001 - Jan Hoet
‘LocusFocus’. In deze editie stond de geest van de plek centraal waarbij Jan Hoet (1936-2014) de relatie zocht met de samenleving: focus op locatie. De tentoonstelling speelde zich af op drie plaatsen in de stad: de Eusebiuskerk in het stadscentrum, winkelcentrum Kronenburg in Arnhem-Zuid en Sonsbeek Park. De veelal jonge kunstenaars werd gevraagd vanuit hun eigen, vrije, oorspronkelijke gevoels- en ideeënwereld een werk te maken dat reageerde op de verschillende locaties in de stad, waardoor de kunstenaars als het ware gekoppeld werden aan een plek. Een aantal werken bracht aardig wat commotie teweeg zoals omstreden swastika en zogenaamde ‘dode paarden’ in bomen in het park. Dit resulteerde o.a. helaas in veel vandalisme. De werken in het park waren gratis te bezoeken; men betaalde om de videowerken en installaties van Jeroen Eisinga, Mariele Neudecker en Jan Fabre te zien. Aantal bezoekers onbekend, maar 22.000 betaalde bezoekers.

### 2008 - Anna Tilroe

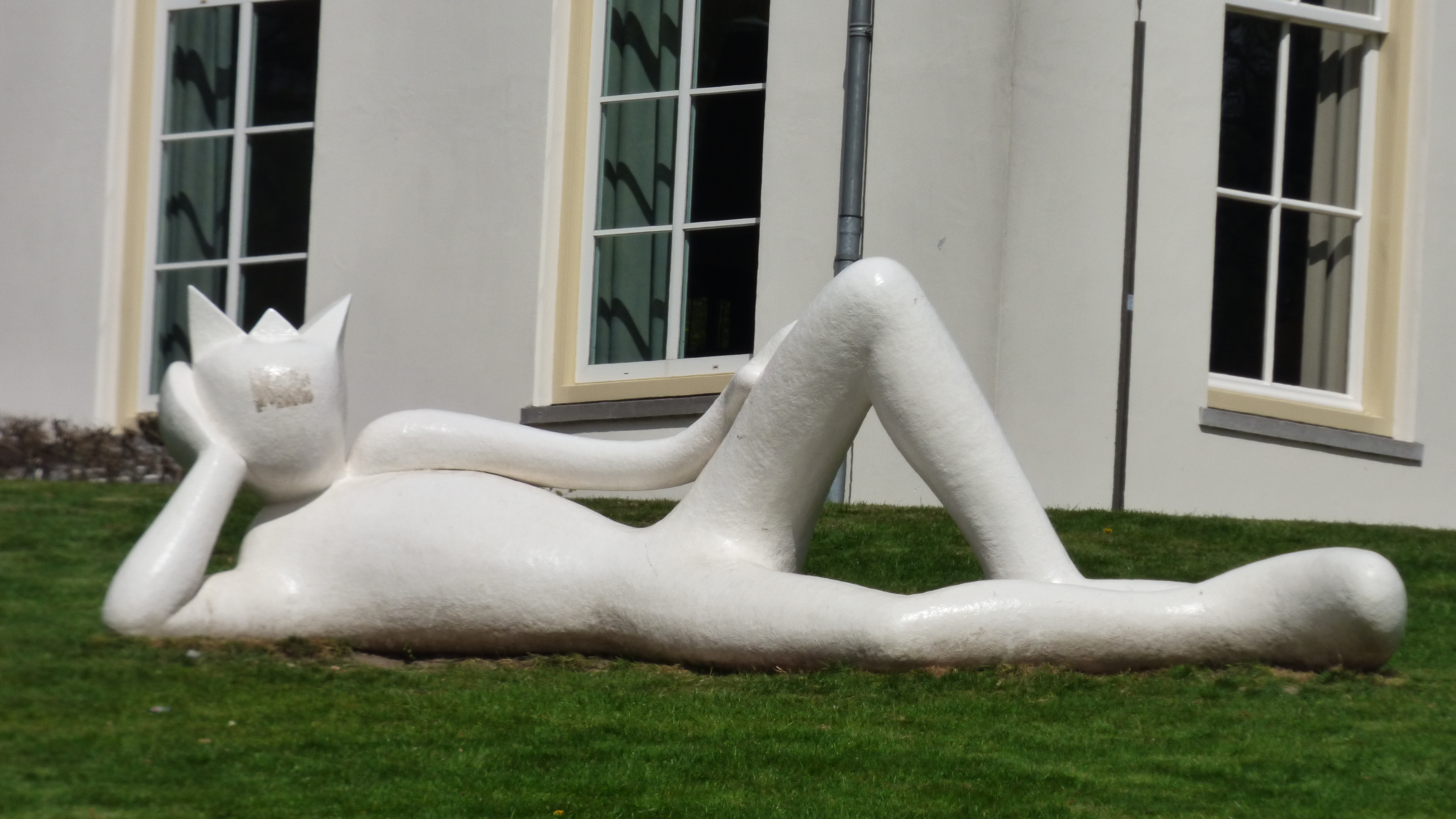
Lazy king

‘Grandeur Sonsbeek 10’. Anna Tilroe koos voor het thema Grandeur, ofwel een ode aan het menselijk streven naar grootsheid. Sculpturen en installaties van 28 internationaal bekende kunstenaars werden geplaatst in Park Sonsbeek, maar gingen op 8 juni eerst in processie door de stad. Inwoners van Arnhem, samengebracht in een aantal draaggilden, droegen enkele dagen voor de officiële opening in een plechtige, maar feestelijke processie de beelden door de straten van de stad. Met als symbolische betekenis: kunst zoekt een plaats in het hart van de samenleving. Hiermee wilde Tilroe een brug slaag tussen kunst en publiek. Kunst heeft respect en ondersteuning van veel mensen nodig om werkelijk betekenis voor de samenleving te krijgen. De draaggilden waren verschillend van samenstelling en vertegenwoordigden alle lagen van de bevolking. De deelnemers droegen een speciaal voor Sonsbeek 2008 ontworpen hoed, de zogenaamde Chapeau.
Een van de tentoongestelde beelden was de Lazy King. Een ontwerp van de Franse kunstenaar Alain Séchas. De gemeente Arnhem wilde dit ontwerp na de tentoonstelling niet kwijt en besloot het aan te kopen. Het kunstwerk heeft een vaste plek gekregen op de weide bij Huis Sonsbeek.
Bezoek aan het park was gratis. Het trok uiteindelijk 115.000 bezoeken aan het park en circa 20.000 bezoekers tijdens de processie.

### 2016 - ruangrupa (Indonesië)
‘Sonsbeek ‘16: transACTION’. De tentoonstelling werd op 3 juni geopend door koning Willem-Alexander en was voor het publiek te bekijken van 4 juni tot en met 18 september. ’transACTION‘ van curatorencollectief ruangrupa kenmerkte zich door verwevenheid met de stad, engagement en een interactie met bewoners, initiatieven en bezoekers. Dat startte een jaar eerder met de opening van het ‘ruru huis’ in een leegstaande winkel in het centrum waarvan uit vele activiteiten plaatsvonden zoals lezingen en kookworkshops. Daarnaast werden bezoekers met zgn. ‘open calls’ uitgenodigd om de werken in het Sonsbeek Park letterlijk te gebruiken om bijv. hun verjaardag te vieren of in op te treden. Artistieke interventies werden gerealiseerd op drie locaties: in het Sonsbeek Park, Museum Arnhem en Arnhem Stad. 45 kunstenaars uit 22 landen realiseerden 19 installaties in het park; 7 muurschilderingen, 4 installaties en 1 parade in het centrum; 1 installatie in Museum Bronbeek, een tentoonstelling in Museum Arnhem (‘transHISTORY: this is my truth, tell me yours’) en performances. Daarnaast waren er intensieve samenwerkingen met Arnhemse initiatieven waaronder: De Nieuwe Oost, Focus filmtheater, Motel Spatie en Code Rood, een samenwerking met ArtEZ/DAi, een symposium en een ‘editorial program’ dat verdieping zocht met cahiers, workshops en radio-uitzendingen. 125.000 bezoeken, waarvan circa 15.000 aan Museum Arnhem.

### 2020 - Bonaventure Soh Bejeng Ndikung
'Sonsbeek '20: 24 force times distance'. De 12e editie wordt samengesteld door Bonaventure Soh Bejeng Ndikung (1977, Yaoundé, Cameroon). Het zou plaatsvinden van 5 juni tot en met 13 september 2020 maar werd vanwege de Coronapandemie verplaatst naar de zomer van 2021.